# Йомиф Кеджелча
Йомиф Кеджелча — эфиопский легкоатлет, специализируется в беге на длинные дистанции.

## Карьера
Сезон 2014 года начал с участия в кроссе ING Eurocross, где финишировал на 3-м месте. 17 июня 2014 году занял 2-е место в беге на 3000 метров на соревнованиях Golden Spike Ostrava — 7.36,28. 12 октября занял 2-е место на пробеге 4 Mijl van Groningen — 17.35.
В сезоне 2015 года начал выступления на этапах Бриллиантовой лиги. 15 мая на Qatar Athletic Super Grand Prix финишировал на 5-м месте в беге на 3000 метров — 7.39,99. Спустя 2 недели выиграл забег на 5000 метров на Prefontaine Classic — 13.10,54. 4 июня стал победителем Golden Gala Pietro Mennea с лучшим результатом сезона в мире, а также личным рекордом — 12.58,39. Он впервые в своей карьере пробежал эту дистанцию быстрее 13 минут.
Выступил на чемпионате мира 2015 года в Пекине на дистанции 5000 метров, где занял 4-е место. 11 сентября стал победителем Мемориала Ван-Дамма с лучшим результатом сезона в мире — 12.53,98. В итоге он стал победителем Бриллиантовой лиги 2015 года.

## Достижения
| Дата | Соревнование               | Город       | Место | Дистанция   | Время    |
| ---- | -------------------------- | ----------- | ----- | ----------- | -------- |
| 2013 | Юношеский чемпионат мира   | Донецк      | 1     | 3000 метров | 7.53,56  |
| 2014 | Юниорский чемпионат мира   | Юджин       | 1     | 5000 метров | 13.25,19 |
| 2014 | Юношеские Олимпийские игры | Нанкин      | 1     | 3000 метров | 7.56,20  |
| 2015 | Юниорский чемпионат Африки | Аддис-Абеба | 1     | 5000 метров | 14.31,03 |